# Gog (Marvel Comics)
Gog è un personaggio dei fumetti pubblicati dalla Marvel Comics, è un membro della razza aliena Tsiln.

## Biografia

### Nelle mani di Kraven
Alla sua prima apparizione, Gog attacca una spedizione giunta nella Terra Selvaggia per compiere delle ricerche, il dottor Calkin, unico sopravvissuto del team di scienziati, racconta al mondo del suo incontro con il gigante solleticando l'interesse di J. Jonah Jameson. Il giornalista organizza una nuova spedizione a scopo pubblicitario a cui partecipano, oltre a Calkin, Peter Parker e Gwen Stacy, giunto nella landa preistorica il gruppo è attaccato dal colosso che rapisce la ragazza per portarla dal suo padrone, Kraven che aveva ritrovato la navicella con cui il rettiloide era stato inviato sul nostro pianeta. Peter, nelle vesti dell'Uomo Ragno, si unisce a Ka-Zar contro il malvagio duo, mentre il signore della Terra Selvaggia affronta il cacciatore, giunto nel suo regno proprio per affrontarlo, il tessiragnatele distrae Gog spingendolo a seguirlo verso delle sabbie mobili nelle quali l'enorme essere sembra trovare la morte.

### Al servizio del Saccheggiatore
Scampato alla morte grazie alla sua grande capacità respiratoria, Gog cade sotto il controllo del fratello di Ka-Zar, il Saccheggiatore, e del suo alleato Gemelli, che lo usa come guardaspalle durante un'operazione criminosa ai danni dello S.H.I.E.L.D., il furto di un campione di siero del supersoldato da un helicarrier dell'organizzazione spionistica. Inizialmente, il gigante affronta Ka-Zar, giunto sul posto per sventare i piani di Parnival, ma con il passare del tempo si ribella agli ordini del criminale, arrampicandosi prima sulla Statua della Libertà e poi sul grattacielo più alto di New York, sulla sommità dell'edificio sbatte insieme i bracciali che adornano i suoi polsi e scompare nel nulla.

### Arruolato da Octopus
Gog ricompare tra le file dei Sinistri Sei del Dottor Octopus e affronta l'Uomo Ragno, affiancato per l'occasione da Ghost Rider e Hulk che vengono facilmente battuti dal mostro. Solo l'intervento combinato dei Fantastici Quattro, di Nova e di Solo fermerà l'avanzata del colosso, permettendo a Mister Fantastic di rispedirlo nella sua dimensione d'origine.

## Poteri e abilità
Gog appartiene alla razza degli Tsiln, rettiloidi dalle dimensioni gigantesche, come i suoi simili è dotato di forza e resistenza sovrumane. È abbigliato con indumenti che crescono assieme a lui e di due bracciali che gli permettono di teletrasportarsi.